# Lipsheim
Lipsheim é uma comuna francesa na região administrativa de Grande Leste, no departamento Baixo Reno. Estende-se por uma área de 4,96 km². Em 2010 a comuna tinha 2 662 habitantes (densidade: 536,7 hab./km²).